# Damen med hunden
Damen med hunden (russisk: Дама с собачкой, translit.: Dama s sobatjkoj) er en sovjetisk spillefilm fra 1960 produceret af Lenfilm og instrueret af Iosif Chejfits. Filmen er et melodrama baseret på Anton Tjekhovs roman af samme navn. Filmen blev optaget i hundredeåret for fødslen af Anton Tjekhov.
Filmen havde premiere i Sovjetunionen den 28. januar 1960 og blev vist med Filmfestivalen i Cannes samme år. Filmen havde dansk premiere i Nygade Teatret den 5. marts 1962 og er siden haft repremiere i Camera (1967) og i Grand (1989).

## Handling
Filmen foregår i 1800-tallets Jalta, det populære russiske feriested på Krim ved Sortehavet. Dmitrij Gurov, en bankmand fra Moskva, møder Anna Sergejevna fra Saratov, der også er på ferie. Den smukke Anna går dagligt tur med sin hund til glæde for de mænd, der observerer hende. Både Dmitrij og Anna er gift, og begge er ulykkelige i deres ægteskab. Begge er kommet til Jalta uden deres ægtefæller. Snart blomstrer romantikken, men efter deres sommerromance er slut vender de begge tilbage til hver deres ægteskab.
Dmitrij vender tilbage til sit tidligere liv, træt af sit arbejde, og han holder til i sin klub for at spille kort. Han hjemsøgt af mindet om Anna. Til jul fortæller Dmitrij sin hustru, at han skal til Skt. Petersborg på forretningsrejse, men han tager til Saratov i stedet, hvor han endelig finder Anna, der er i operaen med sin mand. Han griber muligheden og overrasker hende. Hun frygter at blive opdaget og lover at møde ham i Moskva et par uger senere. Anna møder Dmitrij i Moskva, deres kærlighed genopstår fuldt ud, men de er frustrerede over at deres ægteskaber ikke kan opløses, og de må mødes i hemmelighed fra da af. De laver foreløbige planer om at mødes i fremtiden, men deres kærlighed må holdes skjult og den er uforløst. I afslutningsscenen kigger Anna ud af vinduet i sit værelse i Moskva, mens Dmitrij tager afsted i den russiske vinters kulde.

## Festivaler og priser
- Cannes Film Festival 1960: Nomineret til Guldpalmen, specialpris til Ija Savvina
- Italian National Syndicate of Film Journalists 1962: Nomineret for bedste udenlandske instruktør, Iosif Kheifits
- Jussi Awards 1962: Aleksej Batalov, bedste udenlandske skuespiller
- BAFTA Award 1963: Nomineret til bedste film fra enhver kilde (Best Film from any Source)[8]

## Medvirkende
- Iya Savvina som Anna Sergejevna
- Aleksej Batalov som Dimitrij Gurov
- Nina Alisova som Gurov
- Pantelejmon Krymov som von Didenitz
- Jurij Medvedev